# Ryszard Ochwat
Ryszard Ochwat (ur. 8 stycznia 1951 w Wesołowie) – polski polityk, nauczyciel, senator III kadencji.

## Życiorys
Ukończył Studium Nauczycielskie w Tarnowie, a w 1976 Wyższą Szkołę Pedagogiczną w Kielcach, następnie studium w zakresie ekonomii w Warszawie. Był założycielem i działaczem Towarzystwa Uniwersytetów Ludowych. W 1980 włączył się do prac reaktywujących Związek Młodzieży Wiejskiej. W latach 1993–1997 zasiadał w Senacie III kadencji z ramienia PSL z województwa tarnowskiego, przewodniczył Komisji Ochrony Środowiska. Pełnił następnie funkcję zastępcy prezesa Narodowego Funduszu Ochrony Środowiska i Gospodarki Wodnej (do 2003). Zasiadał we władzach krajowych PSL.
Żonaty, ma troje dzieci. Odznaczony Krzyżem Kawalerskim Orderu Odrodzenia Polski (1999).